# عتريس
العِتريس هو جنس من الطيور في فصيلة العتريسيات.
- عتريس أسود ( Campephaga flava )
- عتريس صغير ( Campephaga petiti )
- عتريس أحمر الكتف ( Campephaga phoenicea )
- عتريس أرجواني الصدر ( Campephaga quiscalina )